# Alexandre Martins Pamplona Ramos
Alexandre Martins Pamplona Ramos (Praia da Vitória, 6 de Junho de 1865 — Angra do Heroísmo, 4 de Fevereiro de 1933) foi um médico e político açoriano que se notabilizou no combate à epidemia de peste que afectou a ilha Terceira nos primeiros anos do século XX. Entre outras funções, foi governador civil do Distrito Autónomo de Angra do Heroísmo.

## Biografia
Alexandre Martins Pamplona Ramos era filho de António Ramos Moniz Corte-Real e de Maria do Livramento Martins Pamplona Ramos, uma família com raízes na região do Ramo Grande desde os tempos do povoamento. Pelo lado paterno a família estava ligada a Manuel Inácio Martins Pamplona Corte Real, o 1.º conde de Subserra.
Depois de estudos preparatórios na sua vila natal, formou-se na Escola Médico-Cirúrgica de Lisboa, tendo, em 1891, ainda aluno do 5.º ano de Medicina, diagnosticado, pela primeira vez em Portugal, uma hemoglobinúria paroxística "à frigore" (ou doença de Harley), doença que viria depois a ser abordada na sua dissertação de formatura, orientada pelo Professor José Curry da Câmara Cabral e publicada em 1895.
Alexandre Ramos distinguiu-se principalmente na investigação e no tratamento da peste, tendo trabalhado com o Dr. António Joaquim de Sousa Júnior no controlo da epidemia de 1908 que afectou a Terceira. Foi considerado pelos Professores Fernand Widal e Francisco Pulido Valente, como um verdadeiro precursor médico e um mestre da ciência clínica e da prática médica.
Tendo-se envolvido na política partidária, o Dr. Pamplona Ramos foi chefe do Partido Regenerador na Terceira nos anos que antecederam a proclamação da República Portuguesa. Após aquela data aderiu ao Partido da União Republicana, então liderado por Brito Camacho, mantendo uma intensa actividade política que marcaria a sua vida profissional e pessoal.
No ano de 1925, nos tempos finais da Primeira República Portuguesa, ocupou por alguns meses o cargo de governador civil do Distrito Autónomo de Angra do Heroísmo.
O seu trabalho como médico municipal e subdelegado de saúde na Praia da Vitória granjeou-lhe renome e influência, mormente na Praia da Vitória, onde era considerado um clínico excepcional, muito dedicado aos seus doentes, modesto e humilde. Apesar da profissão que exerceu e da sua popularidade, morreu pobre.
O Dr. Alexandre Ramos foi diversas vezes evocado no passado, nomeadamente pela atribuição do seu nome à rua da Praia da Vitória onde nasceu e pela publicação de diversos artigos sobre a sua vida e obra, com destaque para um publicado por ocasião do 30.º aniversário do seu falecimento, na edição de 4 de Agosto de 1963 do Diário Insular, da autoria do Dr. Francisco Valadão Júnior.